# Cnodacophora helleni
Cnodacophora helleni är en tvåvingeart som först beskrevs av Frey 1918.  Cnodacophora helleni ingår i släktet Cnodacophora och familjen skridflugor. Inga underarter finns listade i Catalogue of Life.